# Catops velhocabrali
Catops velhocabrali é uma espécie de insetos coleópteros polífagos pertencente à família Leiodidae.
A autoridade científica da espécie é Blas & Borges, tendo sido descrita no ano de 1999.
Trata-se de uma espécie presente no território português, nos Açores.